# Hel Braun
Pour les articles homonymes, voir Braun.
Hélène (Hel) Braun (3 juin 1914 - 15 mai 1986) est une mathématicienne allemande spécialisée dans la théorie des nombres et les formes modulaires. Son autobiographie, The Beginning of A Scientific Career, décrit son expérience en tant que femme scientifique travaillant dans un domaine dominé par les hommes à l'époque, dans le Troisième Reich.
Elle est connue pour avoir prouvé la convergence de la série d'Eisenstein.

## Biographie
Hel Braun fait ses études de mathématiques à l'université de Marbourg de 1933 à 1937. En 1937, elle travaille avec Carl Siegel à Francfort pour étudier la décomposition des formes quadratiques en sommes de carrés. Elle soutient la même année sa thèse, intitulée Über die Zerlegung quadratischer Formen in Quadrate, et co-dirigée par Carl Siegel et Georg Aumann (en). Elle est l'assistante de Siegel et donne des cours sur la théorie des formes hermitiennes.
Elle présente une thèse d’habilitation intitulée Zur Theorie hermitescher Formen en 1940, et est nommée maître de conférences à l'université de Göttingen en 1941, puis professeure associée en 1947. De 1947 à 1948, elle est membre de l'Institute for Advanced Study.
En 1952, Hel Braun devient professeure agrégée à l'université de Hambourg où elle travaille notamment avec Emil Artin. Elle est professeure titulaire en 1964, puis succède à Helmut Hasse. Elle prend sa retraite en 1981.
Elle est l'auteure d'une autobiographie, Der Beginn einer wissenschaftlichen Laufbahn (weiblich), dans laquelle elle revient sur son expérience de femme universitaire dans un domaine majoritairement masculin.

## Travaux
Les travaux de Braun concernent la théorie des nombres et les formes modulaires,.
Avec Emmy Noether, Hilda Geiringer, Ruth Moufang et Maria-Pia Geppert, Geppert est l'une des rares femmes à travailler en mathématiques en Allemagne avant la Seconde Guerre mondiale et à convertir plus tard leurs diplômes en carrières de recherche en tant que professeurs à part entière.

## Publications

### Articles
Une liste des publications de Hel Braun a été publiée par Helmut Strade dans la revue de la Société de mathématiques de Hambourg, Mitteilungen der Mathematischen Gesellschaft in Hamburg, vol.  XI, no 4, 1987. 

### Ouvrages
- (de) Hel Braun et Max Koecher, Jordan-Algebren, vol. 128, Berlin, Springer-Verlag, 1966 (ISBN 3-540-03522-2)[8].
- (de) Hel Braun, Eine Frau und die Mathematik 1933–1940: der Beginn einer wissenschaftlichen Laufbahn, Berlin, Springer-Verlag, 1989 (ISBN 3-540-52166-6, DOI 10.1007/978-3-642-75427-2)[1].